# فريدريك فاندربلت فيلد
فريدريك فاندربلت فيلد (بالإنجليزية: Frederick Vanderbilt Field)‏ هو كاتب أمريكي، ولد في 13 أبريل 1905، وتوفي في 1 فبراير 2000 في منيابولس في الولايات المتحدة.

## وصلات خارجية
- فريدريك فاندربلت فيلد على موقع مونزينجر (الألمانية)